# CE Lajeadense
CE Lajeadense is een Braziliaanse voetbalclub uit Lajeado in de staat Rio Grande do Sul.

## Geschiedenis
De club werd opgericht in 1911. Vanaf de jaren twintig speelde de club in de plaatselijke amateurcompetities. In 1955 bereikten ze de finale om de titel in de tweede klasse van het Campeonato Gaúcho en verloor daar van Guarany de Cruz Alta. In 1959 werd de club kampioen, maar er was toen nog geen rechtstreekse promotie omdat er nog geen eenvormige competitie bestond in de staat en enkel clubs deelnamen die goed presteerden in de regionale competities. Van 1962 tot 1970 speelde de club in de tweede klasse, hierna werd deze voor enkele seizoenen afgeschaft. 
In 1973 fuseerde de club met EC São José. In 1975 speelde de club voor het eerst in de hoogste klasse van de staatscompetitie. Na twee seizoenen degradeerde de club. In 1979 werden ze kampioen en keerden terug, maar het behoud kon niet verzekerd worden. Na zes seizoenen kon de club opnieuw promotie afdwingen. In 1988 en 1989 kon de club maar net de degradatie vermijden. In 1991 plaatste de club zich voor de tweede fase, nadat ze in de eerste fase evenveel punten behaalde als het grote Grêmio. In de tweede fase won de club op de voorlaatste speeldag van Grêmio waardoor ze kans maakten op de finale om de titel, maar op de laatste speeldag verloren ze van het al uitgeschakelde São Luiz met 4-1 en greep zo naast de groepswinst. Het volgende seizoen eindigde de club derde laatste. In 1993 plaatste de club zich opnieuw voor de tweede fase. In 1994 eindigde de club 21ste en doordat de competitie herleid werd naar 14 clubs degradeerden ze na acht seizoenen uit de hoogste klasse. Na een vicetitel in 1997 promoveerde de club terug naar de hoogste klasse. Bij de terugkeer plaatste de club zich voor de tweede groepsfase, maar werd daar laatste. In 1999 degradeerde de club weer en moest in het tweede deel van het seizoen al in de tweede klasse spelen. 
In 2003 plaatste de club zich voor de laatste groepsfase, maar werd daar slechts zevende op acht clubs. De volgende jaren waren de resultaten wisselend, maar kan op promotie maakte de club nooit. Door financiële problemen namen ze in 2008 zelfs niet deel aan de competitie. Er werd kapitaal gezocht om in de club te investeren en er kwam zelfs een nieuwe modern stadion dat in 2011 open ging. In 2009 nam de club opnieuw deel aan de tweede klasse. In 2010 eindigde de club vijfde in de eerste fase en plaatste zich zo net voor de tweede fase. De club doorspartelde ook de volgende twee fases en in de vierde fase eindigden ze samen met Cruzeiro eerste. In de play-off verloren ze maar ze promoveerden wel waardoor ze honderd jaar na hun oprichting in 2011 in de hoogste klasse zouden spelen. De club bereikte de volgende jaren telkens de tweede ronde in een toernooi maar werd steevast in de kwartfinale uitgeschakeld. In 2014 werd de club in de eerste ronde uitgeschakeld, maar in de Copa FGF, de staatsbeker die in de tweede helft van het seizoen gespeeld werd voor clubs die niet in de nationale reeksen actief waren, zegevierde de club. Hierdoor mochten ze dat jaar nog deelnemen aan de Super Copa Gaúcha, waar in ze in de finale Novo Hamburgo versloegen. De club plaatste zich na de winst van de Copa FGF ook voor de Copa do Brasil 2015 en werd hier in de eerste ronde door Bragantino uitgeschakeld op basis van de uitdoelpuntregel. 
In 2015 won de club eerst de Recopa tegen staatskampioen Internacional en bereikte opnieuw de tweede ronde van de staatscompetitie en werd ook daar weer in de kwartfinale uitgeschakeld. Voor het tweede jaar op rij won de club wel de Copa FGF. In de Super Copa Gaúcha verloor de club in de halve finale van Cruzeiro. In de Copa do Brasil 2016 verloren ze in de eerste ronde van Figueirense. In 2016 degradeerde de club echter uit de hoogste klasse. Het volgende seizoen in de tweede klasse verloor de club in de halve finale van de latere kampioen Avenida waardoor de onmiddellijke terugkeer niet mogelijk was. 

## Erelijst
Copa FGF
2014, 2015
Super Copa Gaúcha
2014
Recopa Gaúcha
2015

## Bekende spelers
- Fábio Nunes